# A Sào, Hưng Yên
A Sào là một xã thuộc tỉnh Hưng Yên, Việt Nam.

## Địa lý
Xã A Sào nằm ở phía tây tỉnh Hưng Yên, có vị trí địa lý:
- Phía tây giáp xã Minh Thọ.
- Phía nam giáp xã Đồng Bằng.
- Phía đông giáp xã Vĩnh Hòa và xã Vĩnh Thịnh của thành phố Hải Phòng, có ranh giới tự nhiên là sông Luộc.
- Phía bắc giáp xã Ninh Giang và xã Khúc Thừa Dụ của thành phố Hải Phòng, có ranh giới tự nhiên là sông Luộc.

## Lịch sử
Ngày 16 tháng 6 năm 2025, Ủy ban Thường vụ Quốc hội ban hành Nghị quyết số 1666/NQ-UBTVQH15 về việc sắp xếp các đơn vị hành chính cấp xã của tỉnh Hưng Yên năm 2025. Theo đó, sắp xếp toàn bộ diện tích tự nhiên, quy mô dân số của các xã An Đồng, An Hiệp, An Thái và An Khê thành xã mới có tên gọi là xã A Sào.